# Tetsurō Komai
Tetsurō Komai (駒井 哲郎, Komai Tetsurō) est un peintre graveur et illustrateur japonais, né le 14 juin 1920 à Tokyo et mort le 20 novembre 1976.

## Biographie
En 1943 il sort diplômé du département de peinture à l'huile de l'université des arts de Tokyo, puis il en devient assistant.
En 1948, il commence à exposer à l'Association japonaise de gravure et au Salon Shunyokai.
En 1951, il reçoit un prix à la Biennale internationale de Lugano et à la Biennale de São Paulo.
En 1954, il obtient celui de l'Exposition internationale d'art de Tokyo.
En 1954, il effectue un voyage en Europe et étudie la gravure sur bois et sur cuivre à l'École des Beaux-Arts à Paris.
À partir de 1957, il participe régulièrement à la Biennale internationale de l'estampe à Tokyo.

## Style
Son style est figuratif et tend vers une schématisation des formes, grâce à un travail subtil où les interactions d'ombre et de lumière jouent un grand rôle. Il fait de nombreuses illustrations pour des recueils de poésie.